# Амритабинду-упанишада
Амритабинду-упанишада (дев.: अमृतबिन्दु उपनिषद्, IAST: Amṛtabindu upaniṣad) — одна из самых ранних «Йога-упанишад». В некоторых коллекциях представлена под названием «Брахмабинду-упанишада». Текст Амритабинду-упанишады состоит из двадцати (в некоторых манускриптах из двадцати четырех строк).